# Bezirksgebäude (Baden)

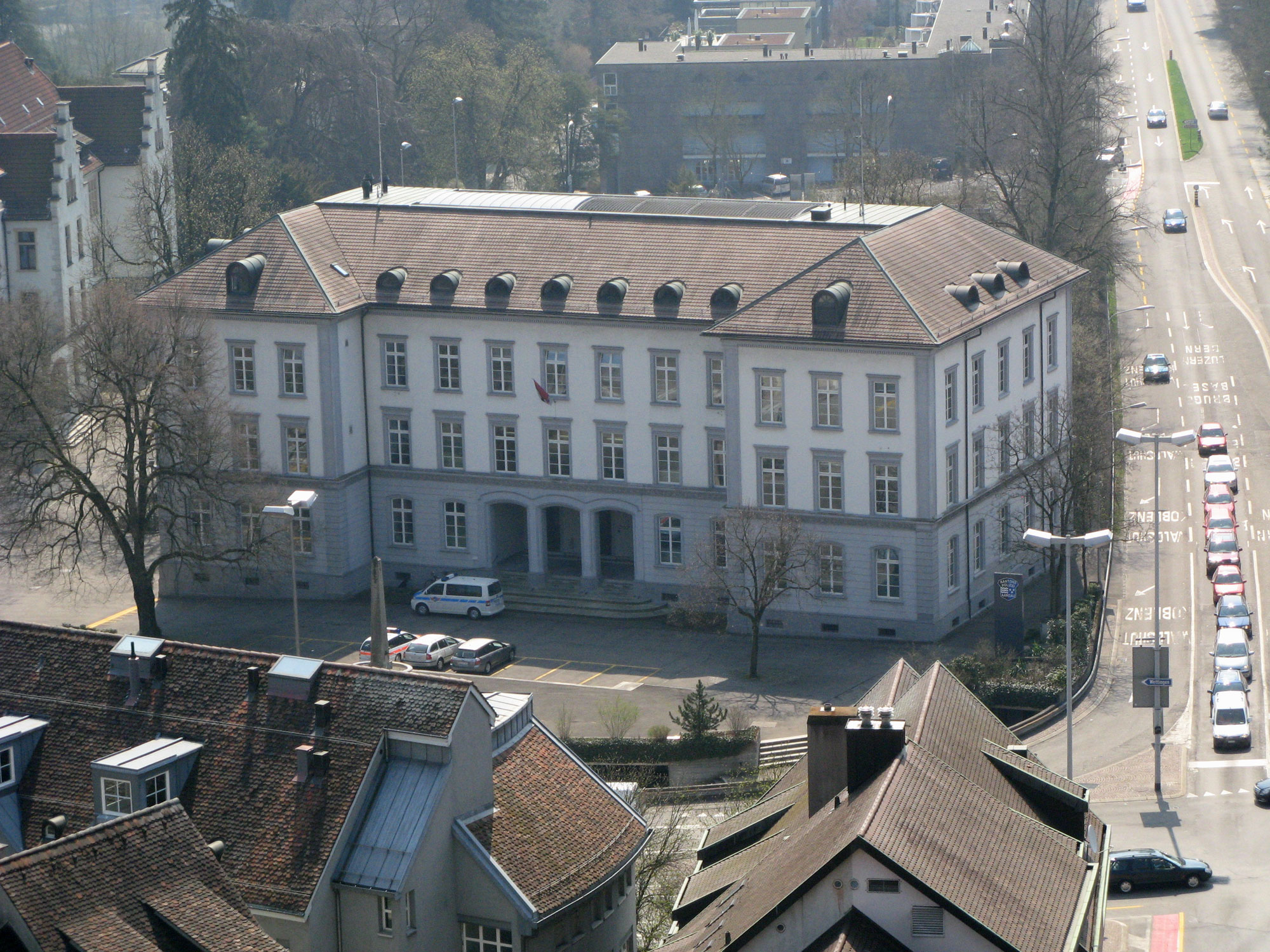
Bezirksgebäude

Das Bezirksgebäude (auch Altes Schulhaus genannt) ist ein denkmalgeschütztes Gebäude in Baden in der Schweiz. In den Jahren 1856/57 ursprünglich als Schulhaus errichtet, ist das klassizistische Gebäude heute Sitz der Behörden des Bezirks Baden. Es befindet sich unmittelbar südlich der Altstadt am Schulhausplatz, dem wichtigsten Verkehrsknoten der Stadt.

## Bau- und Nutzungsgeschichte
Erstmals 1835 plante der Badener Gemeinderat den Bau eines Schulhauses, um sämtliche Klassen unter einem Dach zu vereinen. Vorgesehen war dafür das Areal des ehemaligen Agnesspitals westlich der Stadtpfarrkirche, doch das Projekt kam nicht zustande. Erst zwanzig Jahre später war die Standortfrage geklärt: Genutzt werden sollte das Gelände des 1841 aufgehobenen Kapuzinerklosters und des westlich angrenzenden Gublerschen Gutes. Im selben Jahr entschied der einheimische Architekt Robert Moser den Projektwettbewerb für sich, wobei er unter anderem Joseph Caspar Jeuch ausstach. Zum Preisgericht gehörte Ferdinand Stadler.
Die Bauarbeiten begannen Ende Mai 1856, die Aufrichte feierte man im Oktober. Ein Jahr später konnte der Schulbetrieb aufgenommen werden. Das unmittelbar angrenzende Kapuzinerkloster wurde abgerissen, wobei man dessen Kirche vorerst als Schulkapelle beibehielt, 1877 jedoch ebenfalls abbrach. 1983 übernahm der Kanton Aargau das Gebäude von der Stadt Baden und liess es für seine eigenen Bedürfnisse neu einrichten. Heute sind hier die Kantonspolizei und das Bezirksgefängnis untergebracht.

## Gebäude

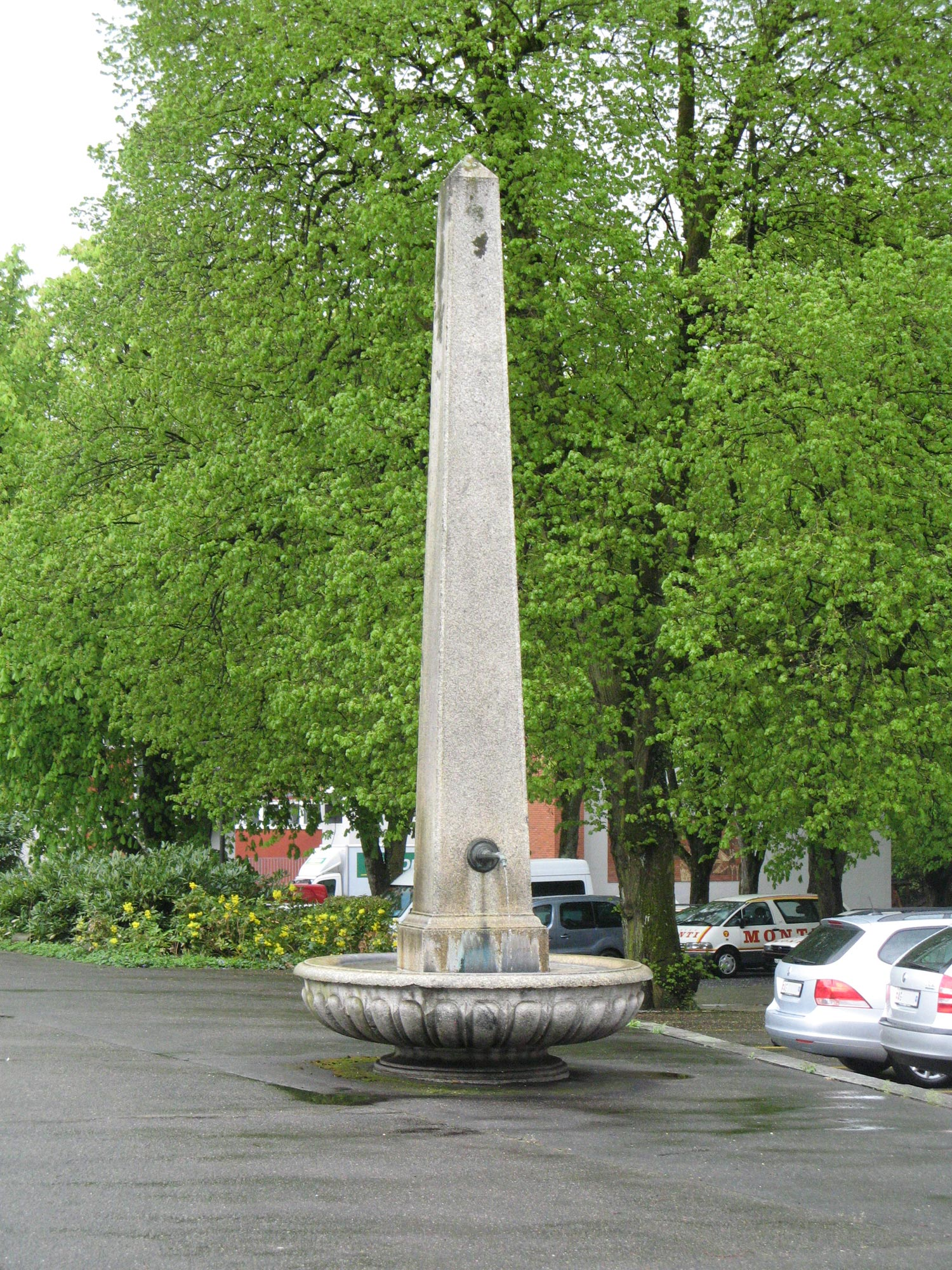
Obeliskbrunnen

Das Gebäude besitzt drei Stockwerke und besteht aus einem 22 Meter langen Mitteltrakt und zwei symmetrisch angefügten, 11 Meter breiten und an beiden Längsseiten vorspringenden Querflügeln. Nur der östliche Nebeneingang unterbricht die Symmetrie des Grundrisses. Die 16 ehemaligen Klassenzimmer sind so angeordnet, dass die meisten gegen Süden ausgerichtet sind, aber keines ausschliesslich nach Norden. Das Gebäude war ursprünglich so platziert, dass seine Vorderfront direkt auf die Weite Gasse, die wichtigste Nord-Süd-Achse der Altstadt, zeigte. Seit dem Ausbau des Schulhausplatzes zu einem viel befahrenen Verkehrsknoten im Jahr 1961 ist die Sichtverbindung zum Stadtturm jedoch erheblich eingeschränkt.
Auf dem Vorgelände des Bezirksgebäudes steht ein Brunnen, der 1866 errichtet wurde. Auf einem quadratischen Sockel in der Mitte des Brunnentroges ragt ein 5,20 Meter hoher Obelisk auf. Das ovale Becken ist mit Ornamenten verziert.